# Francisco Villarroel
Francisco Villarroel (ur. 5 maja 1965 w Caracas) – wenezuelski prawnik, pisarz, scenarzysta i producent filmowy, najbardziej znany z filmu Dwie jesienie w Paryżu z 2019, który jest filmową adaptacją jego powieści z 2007 o tym samym tytule.

## Biografia
Urodził się 5 maja 1965 w Caracas w Wenezueli. Ukończył studia prawnicze na Uniwersytecie Santa Maria, odbywając studia podyplomowe i magisterskie we Francji oraz na Malcie. Jest doktorem i emerytowanym profesorem Karaibskiego Uniwersytetu Morskiego. Przez ponad trzydzieści lat poświęcił się praktyce prawniczej i edukacji uniwersyteckiej, publikując książki z zakresu prawa morskiego i prawa międzynarodowego. Od 2007 do 2013 był Prezesem Wenezuelskiego Stowarzyszenia Prawa Morskiego i został wyróżniony jako Pełnoprawny Członek Międzynarodowego Komitetu Morskiego. 
W 2007 opublikował swoją pierwszą powieść, na podstawie której w 2019 powstał film Dwie jesienie w Paryżu, a w 2018 ukazała się jego druga powieść Tango Bar. Jako aktor, scenarzysta i producent filmowy zrealizował filmy, które były adaptacjami jego powieści.